# Mauser (Waffenhersteller)
Mauser war einer der ältesten und international bekanntesten deutschen Waffenhersteller, insbesondere von militärischen und zivilen Handfeuerwaffen. 1999 wurde der Zivilwaffenbereich in die Mauser Jagdwaffen GmbH mit Unternehmenssitz in Isny im Allgäu abgespalten und an die Lüke & Ortmeier Gruppe verkauft. Der Militärwaffenbereich ist seit 2004 als Rheinmetall Waffe Munition GmbH Niederlassung Mauser Oberndorf ein Tochterunternehmen von Rheinmetall Defence am Mauser-Stammsitz in Oberndorf am Neckar.
Bekannteste Erfindung der Unternehmung Mauser ist das 98er-Verschlusssystem des Gewehr 98. Es wurde am 5. April 1898 von Kaiser Wilhelm II. mit ACO (Allerhöchster Cabinetts Ordre) im Königreich Preußen als Versuchswaffe eingeführt. Der daraus entwickelte Karabiner 98 war dann das Ordonnanzgewehr im Deutschen Heer und der Reichswehr. Als Karabiner 98k mit 15 cm kürzerem Lauf war er bis 1945 das Standardgewehr der Wehrmacht. Es findet auch heute noch beim Wachbataillon beim Bundesministerium der Verteidigung Verwendung.

## Geschichte

### Gründung

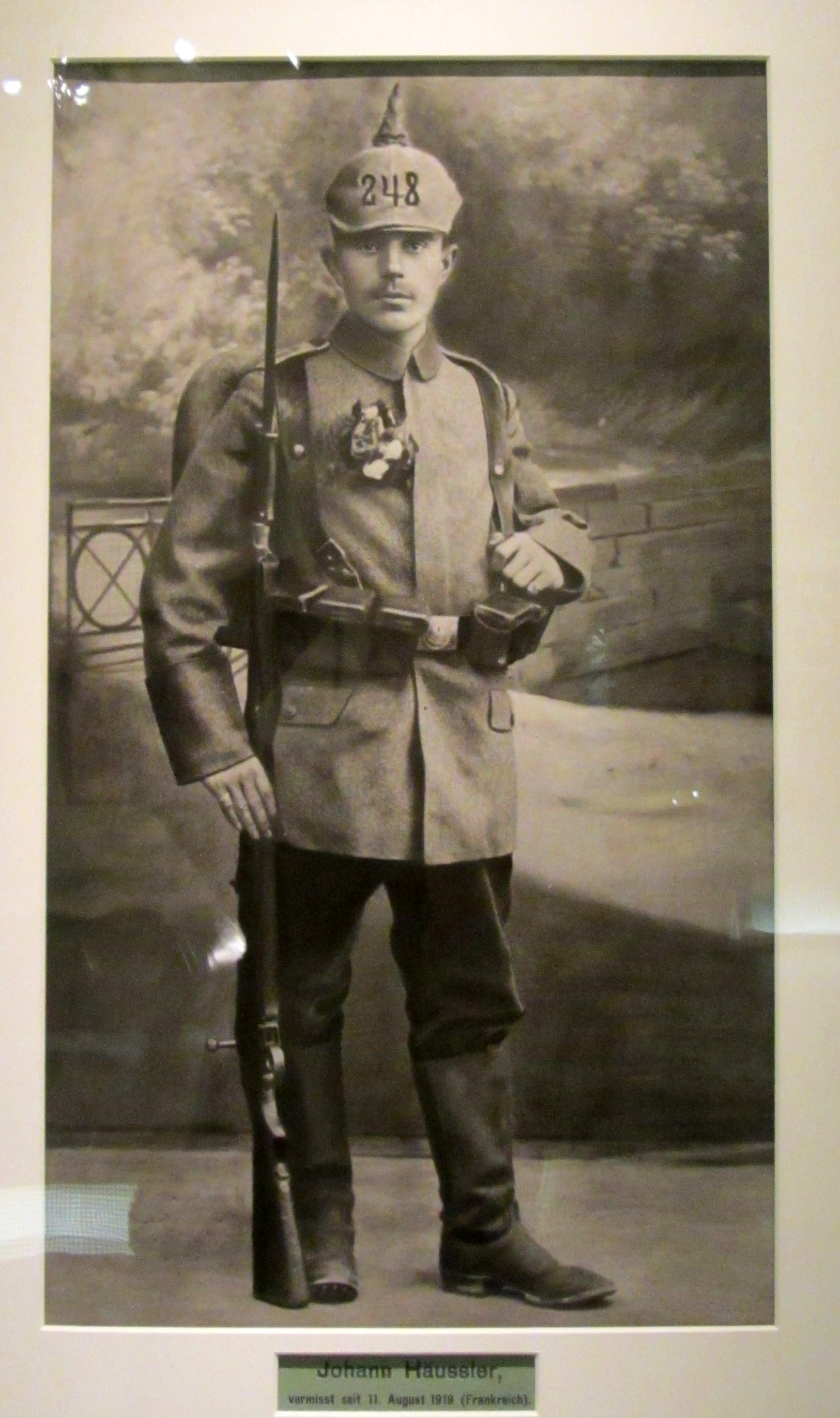
Deutscher Infanterist des Ersten Weltkriegs mit seiner Ordonnanzwaffe Gewehr 98

Franz Andreas Mauser (* 1. August 1792; † 23. Juni 1861) kam 1805 als Schuhmacher in einer Handwerkerkompanie zur württembergischen Armee nach Ludwigsburg, 1812 wurde diese Kompanie in die kurz zuvor gegründete Königlich Württembergische Gewehrfabrik nach Oberndorf am Neckar verlegt, wo Mauser zunächst lederne Säbelscheiden herstellte und dann zum Büchsenmacher ausgebildet wurde. 1818 wurde die Kompanie aufgelöst und der Betrieb von Arbeitern fortgeführt. Wie der Vater arbeiteten auch die beiden Brüder Wilhelm (1834–1882) und Peter-Paul Mauser (1838–1914) ab 1848 bzw. 1852 in der Gewehrfabrik. 1858 schied der Vater krankheitsbedingt aus der Fabrik aus. Seit Anfang der 1860er Jahre beschäftigten sich die Söhne neben ihrer Arbeit in der Gewehrfabrik mit der Entwicklung einer Hinterlader-Konstruktion. Ein erstes Modell fand im Jahre 1867 nur wenig Beachtung. Der Remington-Agent Samuel Norris veranlasste die Brüder, mit ihm nach Lüttich zu kommen und dort für ihn zu arbeiten. In Lüttich entwickelten sie 1868 ein Patent, nach dem das französische Chassepotgewehr für die Verwendung einer Metallpatrone abgeändert werden konnte. Ein Mauser-Norris-Versuchsgewehr der Infanterieschießschule Spandau-Ruhleben zur Aptierung des württembergischen Infanteriegewehrs von 1857 auf Hinterladung ist bis heute erhalten. 1870 kehrten die Brüder nach Oberndorf zurück.

### Gewehre für Preußen

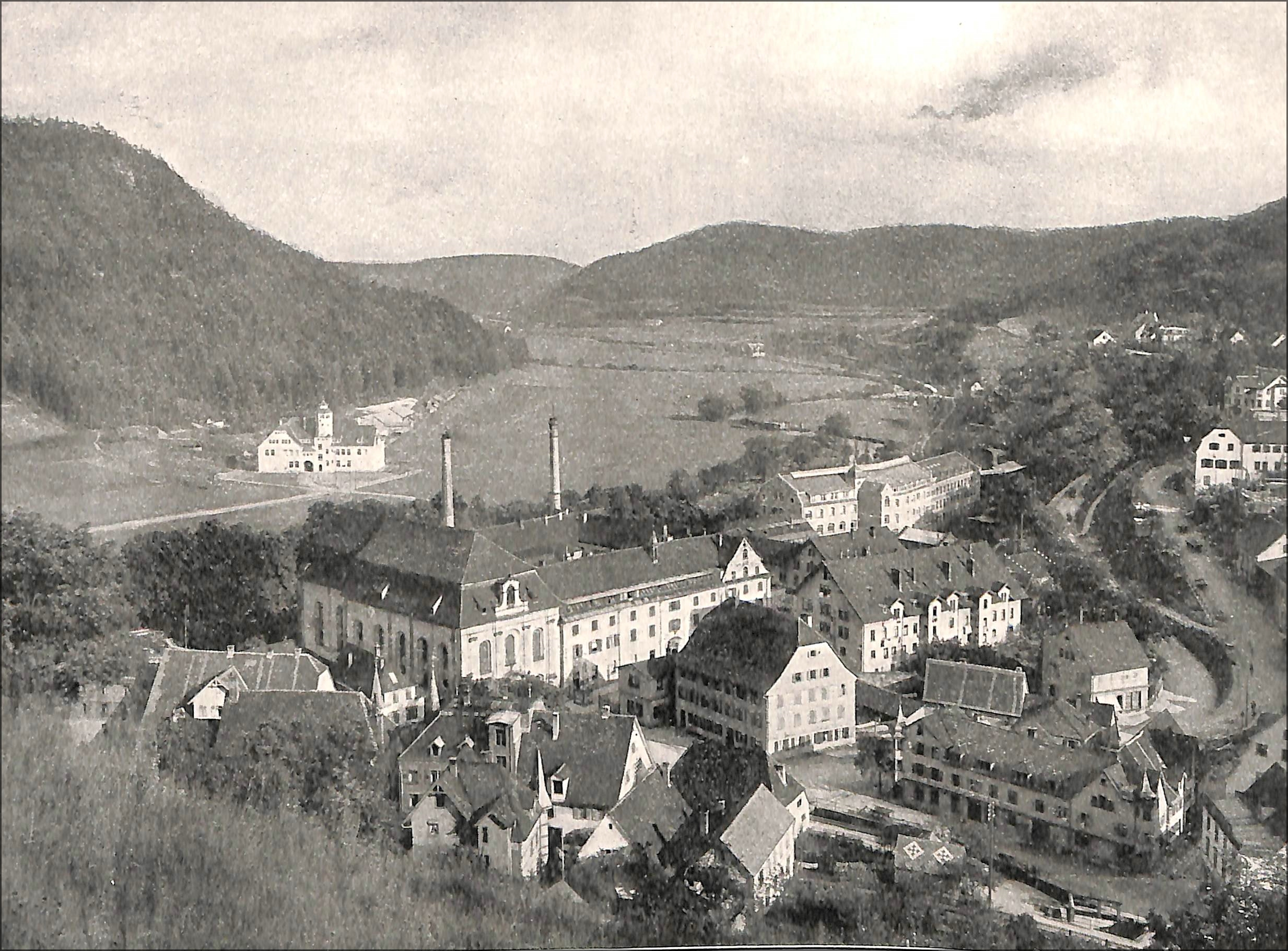
Ansicht der Gewehrfabrik (Bildmitte) in der Ortslage Oberndorf, am gegenüberliegenden Ufer die Fabrikantenvilla Mauser (helles Gebäude)

Die Geschichte der Mauser-Gewehre begann, als das preußische Heer mit königlichem Befehl vom 22. März 1872 ein für Zentralfeuerpatronen eingerichtetes Zylinderverschlussgewehr erhielt, das hauptsächlich von der preußischen Gewehr-Prüfungskommission (GPK) in Zusammenarbeit mit den Brüdern Mauser entwickelt worden war. Die Brüder Mauser entwickelten das Verschlusssystem. Obwohl erst 1872 angenommen, erhielt die Konstruktion bereits am 2. Dezember 1871 die Bezeichnung Modell 71 (M/71), die dann beibehalten wurde. Lediglich 8.000 Taler erhielten die Brüder dafür, wegen des in Preußen herrschenden Patentverbots erhielten sie keine Lizenzgebühren. Erst das Repetiergewehr M71/84, das als erstes deutsches Gewehr über ein Röhrenmagazin (mit einer Kapazität von maximal zehn Schuss) verfügte, war vollkommen von Paul Mauser konstruiert.
Als die direkten Vorläufer des 98er-Systems können die Systeme 1894/95/96 gelten. Entscheidender Unterschied zu dem dann 1898 eingeführtem 98er-System war die Art der Schlagbolzenspannung. Während die Vorläufer als Schließspanner ausgeführt waren, war das 98er-System ein Öffnungsspanner. Über eine Spannkurve wird bei der Aufwärtsbewegung des Kammerstängels der Schlagbolzen gespannt.
Zunächst lieferte Mauser 1895 2.000 Versuchsgewehre, basierend auf dem spanischen Gewehr 1895, im Kaliber 7,92 mm an die Gewehrprüfungskommission nach Spandau. Mauser selbst präferierte zu dieser Zeit für den militärischen Einsatz kleinere Kaliber wie z. B. das Kaliber 6x58 bzw. 59. Weitere 2.185 Versuchsgewehre in kleineren Kalibern folgten. Die militärischen Entscheidungsträger wollten jedoch im Hinblick auf die erfolgreiche Nutzung und die großen Munitionsreserven bei dem bewährten Kaliber 8x57 bleiben und orderten deshalb auch das Nachfolgeinfanteriegewehr im Kaliber 8x57. Dieses Kaliber ist keine Mauser-Entwicklung, obwohl es im angloamerikanischen Raum gern als 8mm Mauser bezeichnet wird.
Im April 1898 schließlich wurden die ersten 20 Versuchsgewehre Modell 1898 im Kaliber 7,9 mm ausgeliefert, in der Version mit 36 mm Hülsenkopfdurchmesser und einem Laufgewinde von 28 mm Außendurchmesser.
Die Lizenzvereinbarung für das Gewehr 98 mit Preußen datiert vom 11. November 1895, das Königreich Bayern erhielt die Mauser-Lizenz erst am 17. September 1901 für die Königlich Bayerische Gewehrfabrik in Amberg. Erst am 2. Mai 1900 hatte Prinzregent Luitpold das Gewehr 98 für die bayerische Armee als Ordonnanzwaffe angenommen. Der Grund waren die schlechten Erfahrungen mit dem Vorgänger, dem Gewehr 88 (das nicht von Mauser stammte, sondern von der GPK entwickelt worden war und daher auch den Namen Kommissionsgewehr trug). Die ersten Exemplare wurden an die kaiserliche Marine und das ostasiatische Expeditionskorps ausgegeben, das gegen den sogenannten Boxeraufstand in Marsch gesetzt worden war.

### Türkenbau und Schwedenbau
Da der preußische Staat für die Entwicklung des Gewehrs 71 keine Lizenzgebühren zahlen wollte, hätte dies für das Unternehmen nach 1872 beinahe den Ruin bedeutet. Es gelang jedoch, einen Staatsauftrag des Osmanischen Reichs für Schwarzpulver-Ordonnanzwaffen zu akquirieren, so dass die Zukunft des Unternehmens zunächst gesichert war. Reine Militärwaffen wurden durch spezielle Abnahmeoffiziere des auftraggebenden Staates geprüft und abgenommen. Die türkischen Abnahmeoffiziere nahmen die Kontrolle der einzelnen Teile direkt in der Fabrik vor. Ein Wohnhaus der türkischen Abnahmekommission im orientalischen Stil, der sogenannte „Türkenbau“, erinnerte noch viele Jahre später an die Lieferaufträge der osmanischen Armee.
Als 1894 ein Kontrakt mit Schweden über die Lieferung von Karabinern für die schwedische Armee im neuen Kaliber 6,5 × 55 mm geschlossen wurde, erweiterte der sogenannte „Schwedenbau“, in dem sich heute das Museum befindet, die Mauser-Fabrikanlage. Bis zum Jahre 1900, als Schweden schließlich die Produktion ganz übernahm, lieferte Mauser noch etwa 60.000 Infanteriegewehre mit diesem Kaliber. Diese Waffen werden auch als „Schweden-Mauser“ bezeichnet.

### Tankgewehr M1918
Nach dem Einsatz der ersten Panzer durch die Britische Armee 1916 wurde Mauser mit der Entwicklung des Tankgewehrs M1918 beauftragt. Es war die erste deutsche Panzerbüchse des Ersten Weltkriegs und auch die erste der Welt. Sie hatte das Kaliber 13 × 92 mm HR.

### Mauser-Waffen aus Brünn
Nach dem Ersten Weltkrieg durften die Mauserwerke gemäß den Bestimmungen des Versailler Vertrags keine Militärwaffen mehr herstellen. Die Produktion musste vollständig auf Jagdwaffen umgestellt werden. Auf Vermittlung eines italienischen Mitglieds der Kontrollkommission konnten jedoch die gesamten Produktionsmaschinen des Gewehrs 98 an die Československá zbrojovka in Brünn verkauft und stattdessen Maschinen für die Herstellung von Jagdwaffen angeschafft werden. In Brünn entstanden dann auf den Mauser-Maschinen das Gewehr 98 und das Gewehr vz. 24.

### Wiederaufnahme der Militärwaffenproduktion ab 1933

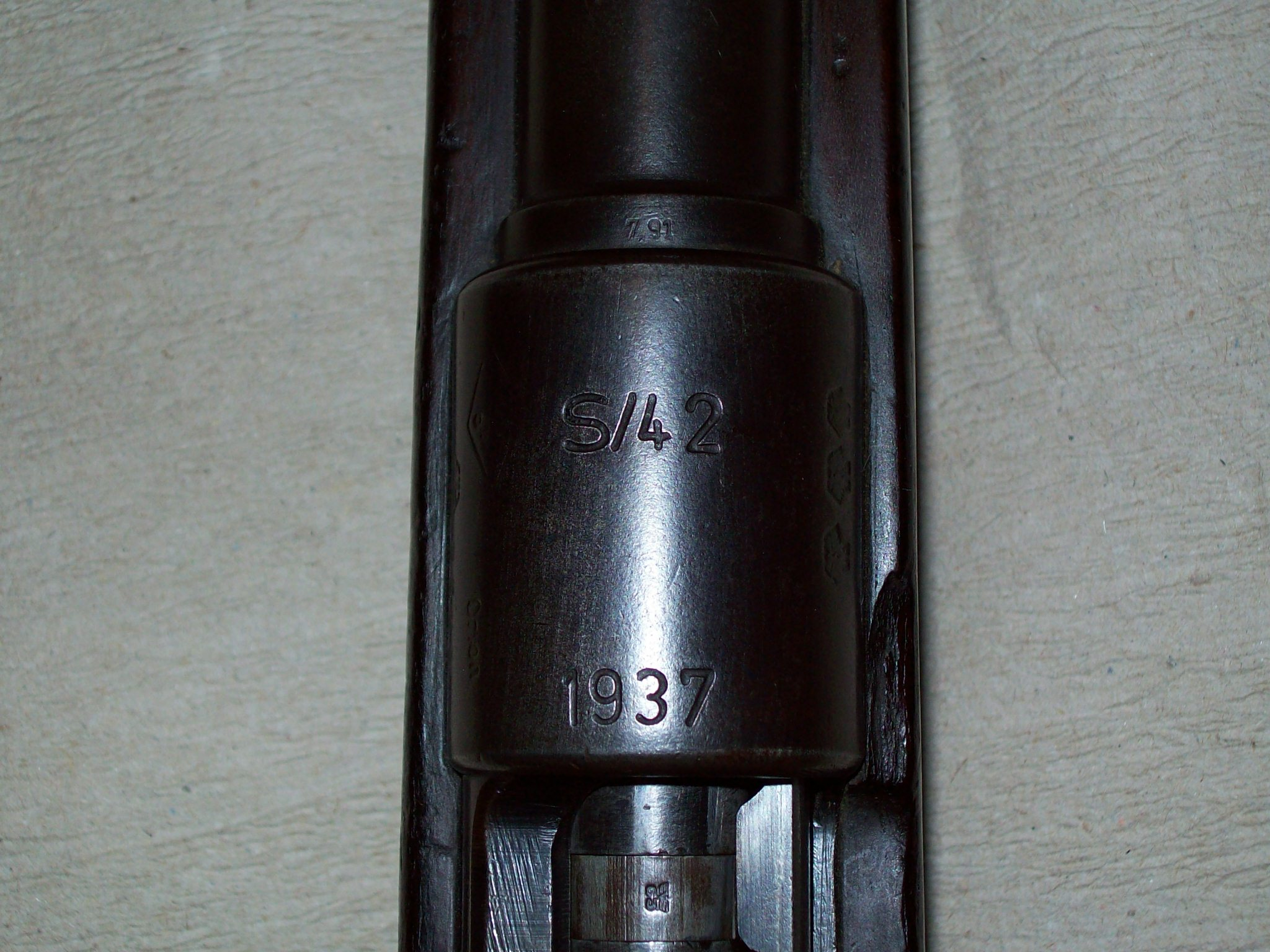
Herstellercode und Baujahr auf der Systemhülse des 98k

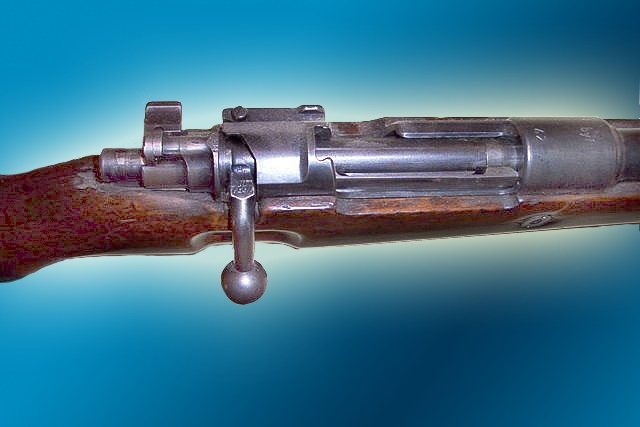
Verschluss-System Mauser98

Im Jahr 1933 wurde eine eigenständige Forschung- und Entwicklungsabteilung unter Ott-Helmuth von Lossnitzer eingerichtet. Ab 1934 war auch Mauser in die (zunächst heimliche) Aufrüstung der Wehrmacht integriert. Nun wurden wieder Militärwaffen produziert, und zwar der Karabiner 98k (K98k), der 1935 zur deutschen Ordonnanzwaffe angenommen wurde. Da die Produktion zunächst unbemerkt von den Alliierten geschehen sollte, wurde jetzt nicht mehr die volle Namensbezeichnung des Werkes auf die Systemhülse gestempelt, sondern eine wechselnde Codebezeichnung, die die Identifizierung erschweren oder unmöglich machen sollte. Für die Waffenfabrik Mauser in Oberndorf waren dies die Codes S/42 K, S/42 G, S/42, 42, byf und svw.
Das Gewehr 41 (M) wurde von den Mauserwerken in Oberndorf hergestellt, um für die Wehrmacht ein Selbstladegewehr zu schaffen. Es wurden nur etwa 12.000 bis 13.000 Stück für Truppenversuche hergestellt.
Mauser entwickelte im Dezember 1943 das „Gerät 06“, eine Waffe mit einem sog. „Starren Walzenverschluß“ und einem Gassystem. Der Entwickler, Dr. Karl. W. Maier, entwickelte es, beginnend ab Februar 1944, zum „Gerät 06 H“ mit einem „Halbstarren Walzenverschluß“ ohne Gassystem weiter aus dem sich dann das Sturmgewehr 45 und letztendlich auch das G3 der Firma Heckler & Koch ableitete.
Während des Zweiten Weltkriegs wurden mehr als 5000 Zwangsarbeiter eingesetzt, um die Produktion aufrechtzuerhalten.

### Demontage nach 1945
Die Entwicklungsabteilung von Mauser war nach der Niederlage 1945 in einem Sonderzug in Richtung Alpenfestung unterwegs. Dieser wurde im Ötztal von US-amerikanischen Soldaten aufgehalten und das Material beschlagnahmt. Die Dokumente, Fertigungseinrichtungen und Waffenteile wurden ins US-amerikanische Ordnance Depot in Paris verbracht. Wegen der Bedeutung der Waffenentwicklungen zogen später Spitzenteams der US-Armee zusätzliches Material in Oberndorf ein. Ab Oktober 1945 lief die Produktion für weitere zehn Monate im Auftrag der USA weiter. In Berlin produzierte Mauser ab April 1946 für die britische Besatzungsmacht. Unter französischer Verwaltung wurden im August 1946 die Konstruktionsunterlagen, Maschinen und Werkzeuge nach Mülhausen verbracht. Etliche Mitarbeiter blieben als Waffentechniker gefragt und fanden mit Zustimmung der Besatzungsmächte neue Wirkungsstätten. Ott-Helmuth von Lossnitzer wechselte im Jahr 1947 in die USA und trat eine Stelle bei der National Armory in Springfield, Massachusetts, an. Allein bei französischen Unternehmen fanden 150 Fachkräfte neue Arbeit.
Im Dezember 1946 beschloss die Militärregierung die endgültige Demontage der Mauserwerke. Die Familie Quandt als Eigentümer, die Gemeinde Oberndorf und einige Banken führten daraufhin langwierige Verhandlungen mit dem Zwangsverwalter Raymond Bouysse, um den Abbau der Fabrikationsanlagen abzuwenden. Im weiteren Verlauf wurden 700 Arbeiter entlassen, während noch 750 die Demontage fortsetzten. Schließlich blieben noch 160 von ehemals 9000 Arbeitsplätzen. Unter anderem wegen der möglichen Folgekosten für die öffentliche Hand einigte man sich bis 1953 auf eine Übernahme der Vorkriegsschulden, um den Fortbestand der Mauserwerke zu sichern.

### Herstellung von Jagdwaffen
Mauser arbeitete zunächst die Rückläufer der ausgelieferten Versuchsgewehre zu den ersten zivilen Jagdwaffen um und brachte sie auf den Markt. Diese Waffen werden als Surplus-Modelle bezeichnet und sind sehr selten. Mauser selbst nahm also neben der militärischen Waffenproduktion unmittelbar auch eine zivile Jagdwaffenproduktion auf.
Ab 1898 existieren Belegstücke für die ersten heute als Zivilmauser bezeichneten Jagdwaffen. Mauser verwendete dafür Rohsysteme aus der allgemeinen Systemproduktion, die dann im Bereich Jagdwaffenproduktion mit geringeren Toleranzen und höherer Oberflächengüte als die Systeme der militärischen Fertigung weiter verarbeitet wurden. Sie erhielten zudem andere Kammerstängel mit dem für Zivilmauser bis heute charakteristischen birnenförmigen Abschluss.
Alle Systeme der zivilen Produktion wurden fortlaufend durchnummeriert. Diese Nummernfolge endet mit der Nummer 126.417 für die letzte bekannte Zivilmauserbüchse aus dem Oktober 1944.
Mauser produzierte die Systeme bzw. System-Lauf-Kombinationen auch für andere Waffenhersteller und Büchsenmacher, insbesondere in Deutschland und Großbritannien. Auch diese Systeme reihen sich in die fortlaufende Nummerierung der eigenen zivilen Jagdwaffen mit ein. Diese zur Weiterverarbeitung abgegebenen Systeme werden heute als „action only“ bezeichnet.
Unmittelbar nach Vorstellung dieses neuen Verschlusssystems kam es zu ersten Kontakten mit dem Londoner Unternehmen John Rigby & Company, die das Potential dieses Systems erkannt hatte. Für die damals im Vereinigten Königreich und seinen Kolonien gebräuchlichen großkalibrigen und großvolumigen Jagdbüchsenpatronen war das System jedoch zu kurz. So kam es bereits 1899 zur Entwicklung des sogenannten Mauser Magnum Systems mit einem um rund 15 mm verlängerten System. Das Unternehmen Rigby wurde der Generalvertreter von Mauser in Großbritannien und blieb dies bis 1912.
Um die Jahrhundertwende erweiterte Mauser die Produktion um ein Kurzsystem für die eigenen Kurzpatronen (6,5 × 54 mm Mauser, 7 × 54 mm Mauser, 8 × 51 mm Mauser). Dieses System war rund 15 mm kürzer als das Standardsystem und wies wieder die schmale Hülse und das kleinere Gewinde der Versuchsgewehre auf. In Anlehnung an das Kurzsystem entwickelte das Suhler Unternehmen Schmidt & Habermann mit dem Modell 21 ein eigenes Kurzsystem, das sich in Abmessung und Ausführung am Mauser-Kurzsystem orientierte.
Speziell auf Wunsch des Unternehmens Rigby wurde um die Jahrhundertwende ein weiteres System eingeführt, das sich in der Gesamthülsenlänge nicht vom Standardsystem unterschied, jedoch eine 5 mm kürzere Kammer und dementsprechend einen 5 mm nach hinten verlängerten Hülsenkopf bei Verwendung eines (längeren) 25 mm Gewindes aufwies. Dieses System wird als „Intermediate-System“ bezeichnet. Der Vorteil liegt in einem kürzeren Repetierweg. Rigby bestellte dieses System speziell für die Patrone .275 Rigby, die identisch mit der Mauser Patrone 7 × 57 mm ist. Mauser selbst verwendete dieses System dann ebenfalls für eigene Jagdwaffen im Kaliber 7x57. Bekannter wurde das System dann jedoch durch die Verwendung in der militärischen Infanteriewaffenproduktion. Mauser verwendete für den Exportauftrag für das türkische Militär 1903 und das peruanische Militär 1909 dieses System. Systeme dieser Waffen stellen heute das Non-plus-ultra für hochwertige Jagdwaffenumbauten dar.
Speziell für die Patrone .303 British wurde dieses Intermediate-System im Auftrag von Rigby dann nochmals modifiziert. Es erhielt eine 5 mm kürzere Verschlusshülse und einen speziell für die Randpatronen .303 British gefertigten, rückwärts angeschrägten Magazinkasten. Dieses System wird als Short Intermediate-System bezeichnet.
Die genannten Systeme wurden zum Teil in vier verschiedenen Systemmodifikationen gefertigt. Neben den normalen Systemausführungen (runde Hülse, Daumenloch) wurden Single Square Bridge (Hülsenbrücke mit quadratischer Erhöhung) und Double Square Bridge Ausführungen (Hülsenbrücke und Hülsenkopf mit quadratischer Erhöhung) produziert, letztere wiederum in den Variationen mit und ohne Daumenloch. Die Single Square Bridge konnte dabei mit der Verriegelung für die Mauser Einhakmontage vorgesehen werden. Die genannten unterschiedlichen Systeme wurden mit verschiedenen Magazinformen kombiniert.
Zunächst wiesen auch die zivilen Jagdwaffen von Mauser die von den militärischen Systemen bekannten Bodengruppen mit einem nicht ohne Hilfsmittel zu öffnenden, losen Magazindeckeln auf. Mitte der 1910er Jahre tauchten erstmals Magazindeckel mit drehbaren Hebeln auf. Bei diesen ersten Versionen ließ sich nach linksseitigem Ausschwenken des Hebels der gesamte Magazindeckel entnehmen, eine Lagerung mit einem Scharnier gab es zunächst nicht. Denkbar ist es, dass diese Konstruktion keine mausereigene Entwicklung war, sondern vielmehr eine Entwicklung Suhler Büchsenmacher, die zu dieser Zeit Repetierbüchsen auf Basis von originalen Mauser-Systemen (action only) in großer Stückzahl fertigten. Sie ersetzten die damals ausgelieferten militärischen Magazindeckel durch diese leichter entnehmbare Variante.
Ab 1908 tauchen dann auch die mit Schwenkhebel ausgestatteten Magazindeckel mit Scharnierlagerung auf. Ab Mitte der 1910er Jahre wurden dann Magazindeckel mit einem in die Abzugsbügel integrierten Drücker verbaut (Diese waren bereits im Jahr 1909 auch bei den Infanteriegewehren für Argentinien zur Anwendung gekommen).
Mauser verbaute die Systeme in sieben unterschiedlichen Jagdwaffenausführungen:
- Die Modellreihe „B“ war die häufigste und verbreitetste Büchsenvariante und zeichnete sich durch einen schlanken Nussbaumschaft und Fischhaut nur am Pistolengriff, Lauflängen von 60 cm und birnenförmigen Kammerstengeln aus.
- Bereits vor dem Ersten Weltkrieg kamen die ersten Stutzen auf den Markt. Diese wiesen Lauflängen von 50 cm und einen Ganzschaft mit Metallabschluss und zunächst auch birnenförmigen Kammerstängeln auf. Nach dem Ersten Weltkrieg wurden die Stutzen in zwei Ausführungen weiter produziert. Der bereits vor dem Krieg eingeführte Stutzen mit Ganzschaft und Metallabschluss an der Mündung erhielt nun einen Kammerstängel in Anlehnung an die Mannlicher-Schönauer-Systeme mit einem flach geschweiften Kammerstängel („Butterknife“). Diese Variante wurde fortan als M-Modell bezeichnet.
- Daneben stand das S-Modell mit einem Ganzschaft ohne Metallabschluss und einem herausgearbeiteten Schnabel im vorderen Schaftbereich. Diese Variante wurde mit birnenförmigen Kammerstängeln produziert.
- Die Modellreihe „A“ (bzw. Mauser-intern auch als „E“ bezeichnet) waren die hochwertigeren Jagdwaffen, die überwiegend für den Export gedacht waren. Sie wurden kurz vor dem Ersten Weltkrieg vorgestellt. Die mit diesen Waffen entwickelten stilistischen Merkmale und Proportionen sind bis heute maßgebend für den Bau exklusive handgefertigter Repetierbüchsen auf Mauser 98 Basis. Die Waffen wiesen bessere Schäfte mit Edelholzabschlüssen und Fischhaut an den Vorderschäften auf.
- Darüber hinaus gab es in den ersten Jahren des 20. Jahrhunderts auch noch das einfache Modell C. Dies waren Jagdwaffen, die im Wesentlichen aus militärischen System- und Laufkomponenten mit einfachen Jagdschäften gefertigt wurden.
- Das Modell „G“ war eine vollgeschäftete Büchse mit 60 cm Lauflänge.
- Das Modell „L“ war die African-Rifle mit 70 cm Läufen, wahlweise auch mit Handschutz auf dem Lauf.

Neben den Original-Zivil-Mauserbüchsen der Mauser-Waffenwerke Oberndorf hatten bereits vor dem Ersten Weltkrieg alle namhaften deutschen Jagdwaffenproduzenten Repetierbüchsen auf Basis originaler Mauser 98 Systeme (action only) im Programm (J. P. Sauer & Sohn, Krieghoff, Merkel, Greifelt & Co. und andere).
Aber auch die meisten anderen Büchsen auf 98-Basis aus dieser Zeit stammten aus Suhl, wo andere Händler sich ihre Waffen (gleich mit Händlersignatur) fertigen ließen.
Neben einfachen Ausführungen mit runden Läufen waren in dieser Zeit insbesondere die von diesen Herstellern gefertigten hochwertigen Ausführungen stilprägend. Sie waren häufig mit Läufen ausgestattet, die eine achtkantige in rund übergehende Laufkontur aufwiesen. Diese Läufe waren aus dem vollen Rohling gefräst, also Schiene, Kornsattel und Laufhaken für die Verriegelung im Vorderschaft.
Nach dem Ersten Weltkrieg stellten viele Hersteller ihre Repetierbüchsenproduktion auf die nun zahlreich und kostengünstig zur Verfügung stehenden Mausersysteme militärischen Ursprungs um (z. B. Sauer & Sohn in Suhl).
1966 wurde von Mauser mit dem M66 ein spezielles Repetiersystem für Jagdwaffen eingeführt. Konstruiert wurde dieses System von Walter Gehmann, einem Waffenhändler, international profilierten Sportschützen und späterem Sportfunktionär aus Karlsruhe. Das M66 bestand aus zwei Teilen: der Drehkammer, ähnlich der im G98 verwendeten, und einem zusätzlichen Schlitten auf einer Führungsschiene. Beim Öffnen bewegten sich Kammer und Schlitten zunächst gemeinsam nach hinten. Dann blieb der Schlitten stehen, und die Kammer glitt weiter heraus, bis der Verschluss vollständig geöffnet war. Diese Teleskopbauweise aus zwei nacheinander heraus- und hineinfahrenden Verschlussteilen erlaubt – bei gleicher Munitionsart – eine um etwa 6 cm kürzere Bauweise als beim M98.
1996 wurde mit dem M96 ein Geradezugrepetierer eingeführt, bei dem für den Repetiervorgang der Kammerstängel nicht mehr angehoben werden muss. Ein einfacher Zug nach hinten reicht aus, um zu repetieren. Die Waffe setzte sich aber gegenüber den Konkurrenzprodukten, allen vorweg dem Geradezugrepetierer R93 der Unternehmung Blaser, nicht durch.
2003 folgte schließlich das M03-System, das die Vorteile des M98 in einer modernen Konstruktion in die heutige Zeit mit übernahm. Vorteilhaft am M03 ist insbesondere, dass der Waffenbesitzer verschiedene Läufe in verschiedenen Kalibern nutzen kann und beim System nur den Verschlusskopf auf der Kammer auswechseln muss sowie eine erhöhte Sicherheit der Waffe in fertiggeladenem Zustand durch das Entspannschloss, das ein Entspannen des Schlagbolzens auch mit einer Patrone im Patronenlager erlaubt.
Die Jagdgewehre wurden bis 1999 in den Mauserwerken in Oberndorf am Neckar produziert. Die Markenrechte für Mauser-Jagdwaffen wurden 2000 an die L & O Holding der Unternehmer Michael Lüke und Thomas Ortmeier verkauft. Heute werden Mauser-Jagdwaffen im Blaser-Werk in Isny im Allgäu hergestellt. Hinter Mauser-Jagdwaffen, den Mitbewerbern Blaser-Jagdwaffen und J. P. Sauer & Sohn nebst Pistolenhersteller SIG Sauer steht die L & O Holding, zu der bis ins Jahr 2006 auch das Handelsunternehmen für „Jagd und Natur“ Kettner und der Sportpistolenhersteller SIG Hämmerli gehörten.

### Militärwaffen ab 2000
Im Militärbereich konnte Mauser nach dem Zweiten Weltkrieg keine Infanteriewaffen mehr an die Bundeswehr liefern, diese Rolle hatte Heckler & Koch übernommen. Dafür konnte Mauser Aufträge für Mauser BK-27-Bordkanonen von Kampfflugzeugen bekommen, zum Beispiel für den Eurofighter Typhoon.
2004 gingen die Mauser-Werke in der neu gegründeten Rheinmetall Waffe Munition GmbH auf, die Marke existiert jedoch weiterhin. Im Zeitraum 2009 bis 2018 beteiligte sich das Unternehmen an der prototypischen Entwicklung des MG 9, eines Maschinengewehrs mit Fremdantrieb für die Bundeswehr zur Ausstattung der Fernbedienbaren Leichten Waffenstation (FLW) für Landfahrzeuge. Das Projekt wurde aus technischen und wirtschaftlichen Gründen 2018 eingestellt.

## Produkte

### Mauser Modell 98
Wahrscheinlich ist das Mauser Modell 98 eines der zwei am häufigsten gebauten Militärgewehre der Welt, Schätzungen gehen bis zu 100 Millionen gebauten Exemplaren, jedoch sind die genauen Zahlen nicht feststellbar.
Vornehmlich wurde dieses System, das ein schon beim Öffnen spannender Kammerverschluss ist, für Militärwaffen eingesetzt. Die Waffen mit 98er-System wurden im Ersten und Zweiten Weltkrieg in Deutschland geführt, vor allem das Gewehr 98 und der Karabiner 98k. Beide Waffen wurden in unzähligen Versionen hergestellt und später auch von vielen anderen Firmen nachgebaut und variiert.
Das System erwies sich als so zuverlässig und fehlerfrei, dass es bis heute in Jagd- und Sportwaffen verwendet wird. Für Jagdrepetierer werden sogar noch oft Originalsysteme aus alten Militärwaffen der Weltkriege wieder aufbereitet und verwendet.

### Waffen für die Großwildjagd
Auch Großwildjäger in Afrika benutzen seit über einhundert Jahren das Mauser-98er-System in der verlängerten, sog. „Magnum“-Ausführung mit langem Auszieher, da es einfach aufgebaut ist, zuverlässig mit verschiedenen Munitionssorten auch unter extremen klimatischen Bedingungen funktioniert und vor allem unempfindlich gegen Verschmutzungen ist. Ohne Werkzeug und mit nur wenigen Handgriffen lässt sich ein M 98 zur Reinigung zerlegen und wieder zusammensetzen. Viele Hersteller modifizieren allerdings die sperrige Sicherung, welche die niedrige Montage eines Zielfernrohres beeinträchtigen kann. Verschiedene Hersteller haben über die Jahrzehnte diverse eigene Varianten des Systems entwickelt, die bis heute aus moderner Fertigung oder antiquarisch beschafft Verwendung bei Großwildrepetierern finden.

### Fahrzeuge

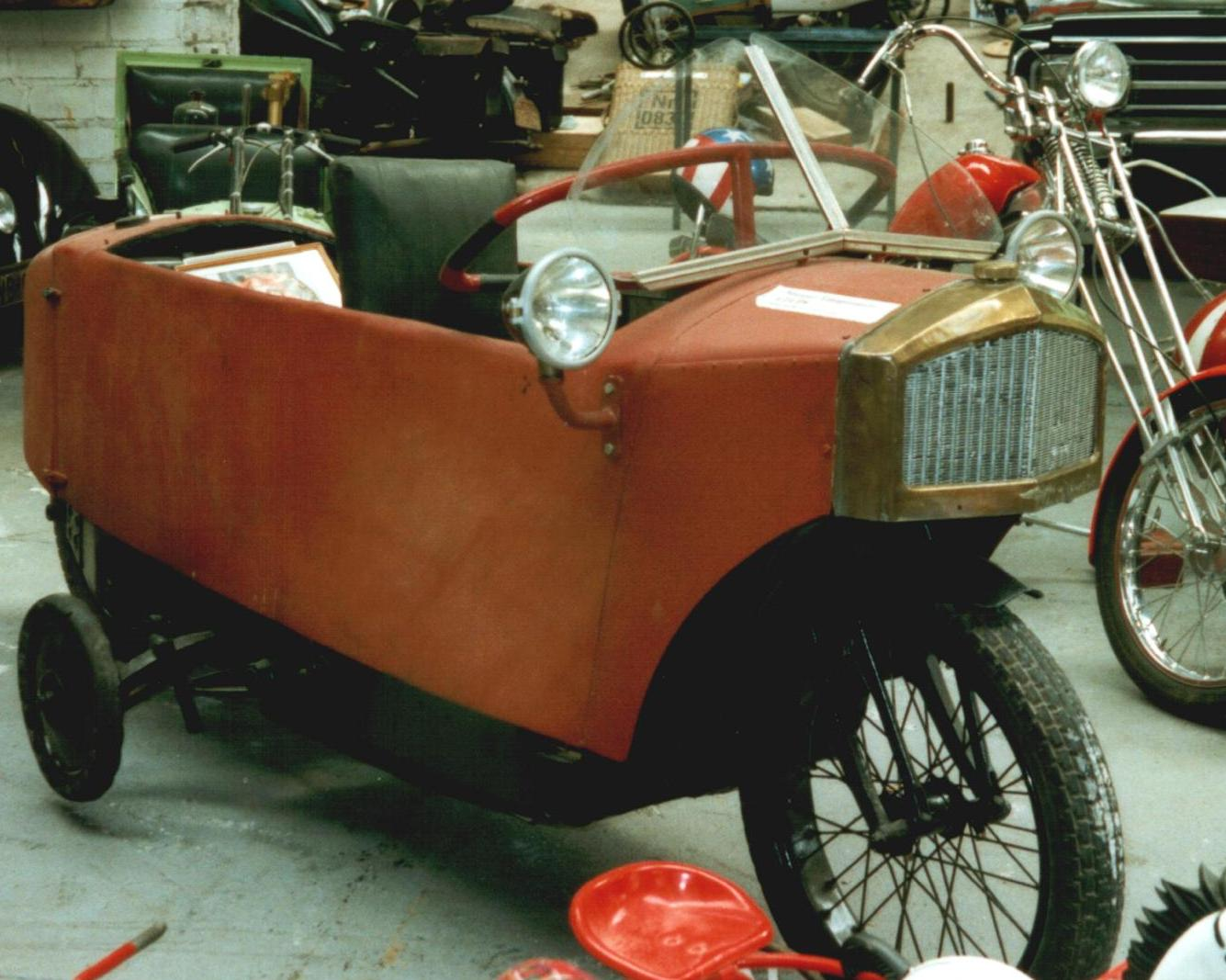
Mauser-Einspurauto von 1923

Das Unternehmen wurde 1920 auf den Einspurwagen von Gustav Winkler aufmerksam, übernahm und verbesserte die Konstruktion und stellte anlässlich der Berliner Automobil-Ausstellung 1921 das Mauser Einspurauto 2/6 PS vor. Eine andere Quelle nennt den Konstrukteur Reinhold Böhm aus Berlin.
Es war ein Auto auf zwei Rädern, eines vorne, eines hinten, sowie zwei seitlichen Stützrädern, die während der Fahrt hochgeklappt wurden. Es wurde also wie ein Motorrad gefahren, während Brems-, Kupplungs- und Gaspedal wie bei einem Pkw bedient wurden. Die meisten dieser Einspurwagen hatten Blattfederung, einige wenige sind jedoch auch mit Luftfederung gebaut worden. Zwei Einzelsitze waren hintereinander angeordnet. Der wassergekühlte Einzylinder-Viertaktmotor mit anfangs 496 cm³, später 510 cm³ Hubraum leistete 10 PS und wies bereits einen CO-Gehalt im Abgas von nur 3,0 Vol-% auf, wie spätere Nachmessungen ergaben. Die Höchstgeschwindigkeit wurde vom Hersteller mit 60 km/h angegeben. Laut Bedienungsanleitung waren alle beweglichen Teile alle 300 km abzuschmieren und Kühlwasser nachzufüllen. Die Serienproduktion dieses Modells lief von 1923 bis 1925, einige weitere Fahrzeuge wurden noch bis 1927 produziert. Insgesamt sollen etwa 100 bis 150 Exemplare hergestellt worden sein.
Außerdem gab es zwei konventionelle Modelle, den 6/24 PS Typ M 6 von 1923 bis 1926, und dessen Nachfolger, den 6/24 PS Typ M 7 von 1926 bis 1927. Hier trieb ein vorne eingebauter Vierzylindermotor mit 1.568 cm³ Hubraum und 24 PS über einen Kardanantrieb die Hinterräder an. 1927 wurde die Produktion eingestellt. Die Unternehmung Winkler bot das Winkler Einspurauto noch bis 1929 an.

### Werkzeuge und Messwerkzeuge

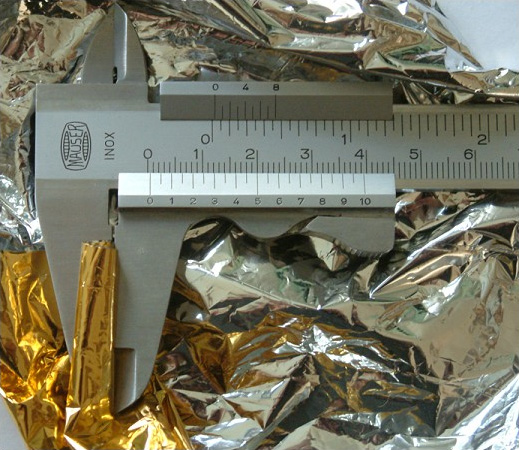
Messschieber von Mauser

Mauser war ab 1920 ebenfalls Entwickler und Hersteller verschiedener Messwerkzeuge wie Mikrometern oder Messschiebern. Diese Messwerkzeuge wurden zum Beispiel auch unter dem Namen Scherr-Tumico für den US-amerikanischen Markt produziert. Mauser meldete im Zeitraum von 1922 bis 1996 über 200 Patente für Handwerkzeuge und Messwerkzeuge an, darunter mehrere Patente für „verstellbare Schraubenschlüssel“.